# مايسفيل (جورجيا)
مايسفيل (بالإنجليزية: Maysville, Georgia)‏ هي بلدة تقع في مقاطعة بانكس, مقاطعة جاكسون بولاية جورجيا في الولايات المتحدة. تبلغ مساحتها 11.2 (كم²)، وترتفع عن سطح البحر 276 م، بلغ عدد سكانها 1798 نسمة في عام 2010 حسب إحصاء مكتب تعداد الولايات المتحدة وتصل الكثافة السكانية فيها 163 نسمة/كم2.

## أعلام
- ديفيد إل. مكدونالد

## وصلات خارجية
- cityofmaysvillega.org
- The US50 - Cities and Towns in Georgia State
- Georgia Cities and Towns, Facts, Map, Flag, Colleges, Government, and More